# Кмета Архип Йосипович
Архип Йосипович Кмета (19 лютого 1891, Ічня — 2 червня 1978, Нью-Йорк у США) — військовий і громадський діяч, полковник Армії УНР, один із засновників Українського військового союзу, Товариства колишніх вояків Армії УНР.

## Життєпис
Народився 19 лютого 1891 року в м. Ічня Борзнянського повіту Чернігівської губернії, до російської анексії — Ічнянська сотня Прилуцького полку. Закінчив 2-гу Грозненську реальну школу (Терська область, 1911), Олексіївську військову школу (Москва, 1913), Київську інструкторську школу старшин (1918). Штабс-капітан російської армії учасник першої світової війни (поранений, нагороджений Георгіївською зброєю (1916)). Від 13 травня 1917 р.  підвищений до звання капітана. Від 2 листопада 1917 р. — начальник унтер-офіцерської школи 2-ї стрілецької дивізії.

### Українізація російських військ
Брав активну участь в українізації частин російської армії. З українців 6-го стрілецького полку створив курінь, з яким перейшло до складу 10-го корпусу. 1918 року він — старшина 4-го Сердюцького полку Гетьманської сердюцької гвардії. За власним визнанням, «брав активну участь в повстанню проти замаху гетьманської влади на Українську державність».

### Бої за Україну та еміграція

Студенти Української господарської академії в Подєбрадах, зліва направо сидять: Архип Кмета, Андрій Глувківський, Євген Ґловінський, Володимир Шевченко і Болеслав Залевський. Стоять: Іван Зварич, Стах Васьківський, Євген Чернявський і Спиридон Довгаль.

1919 року А.Кмета — командир 4-го полку Січових стрільців, з яким у березні 1919 брав участь у боях проти московських більшовиків за Житомир. Після поразки Армії УНР інтернований у м. Каліш у 1921 році. 1923 року виступив як один із засновників Українського військового союзу. Закінчив господарську академію в Подєбрадах. Темою дипломної праці А. Кмета обрав «Економічні наслідки Світової війни 1914 — 18 рр. для України».
У липні 1926 року в Подєбрадах з ініціативи полковника Архипа Кмети та сотника Володимира Шевченка виникло Товариство колишніх вояків Армії УНР.
Після закінчення господарської академії переїхав до Польщі. Служив контрактовим старшиною Війська Польського (в чині майора). У вересні 1939 року змушений був взяти участь у війні з німцями. Після перемоги Вермахту інтернований в таборі Вільковішки у Литві. Звільнився 1940 року. В роки Другої світової — представник Українського вільного козацтва та діяч гетьманського руху. Користуючись фальшивими документами на ім'я Романа Геращенка, заснував осередок ОУН в Ічні.
З 1950 р. перебував на еміграції в США. Помер у Нью-Йорку.

## Вшанування пам'яті
- Пам'ятна дошка в місті Ічня (з 2021 року)[1].